# Кошница хляб
„Кошница хляб“ е картина с маслени бои от испанския художник сюрреалист Салвадор Дали.
Картината изобразява 4 парчета хляб, намазани с масло, които са разположени в малка продълговата кошница с дръжки. Едното парче е отделено от останалите и е наполовина отхапано. Кошницата седи на бяло надиплено парче плат.
Завършена е през 1926 г., когато Дали е само на 22 г., малко след като завършва професионални класове по изобразително изкуство в Мадрид, където изучава холандските майстори. Това е най-ранната му картина на тази тематика, по-късно той рисува и други, например „Кошница хляб“ от 1945 г.
Картината се намира в музея на Салвадор Дали в Сейнт Питърсбърг, Флорида.